# زاپه دی کادوره
زاپه دی کادوره (به ایتالیایی: Zoppè di Cadore) یک کومونه در ایتالیا است که در استان بلونو واقع شده‌است.

## خصوصیات
زاپه دی کادوره ۴٫۴ کیلومترمربع مساحت و ۲۹۲ نفر جمعیت دارد و ۱٬۴۶۱ متر بالاتر از سطح دریا واقع شده‌است.